# Prasinocyma inconspicuata
Prasinocyma inconspicuata är en fjärilsart som beskrevs av Fletcher 1958. Prasinocyma inconspicuata ingår i släktet Prasinocyma och familjen mätare. Inga underarter finns listade i Catalogue of Life.